# Municipio de San Sebastián Ixcapa
El municipio de San Sebastián Ixcapa es uno de los 570 municipios del estado mexicano de Oaxaca. Su cabecera es la localidad de San Sebastián Ixcapa.

## Geografía
El municipio de San Sebastián Ixcapa colinda al norte con el municipio de San Juan Cacahuatepec; al este con los municipios de San Antonio Tepetlapa y San Pedro Jicayán; al sur con los municipios de San Miguel Tlacamama y Santiago Pinotepa Nacional; y al oeste con los municipios de Santiago Llano Grande y Mártires de Tacubaya.

## Localidades
El municipio de San Sebastián Ixcapa cuenta con ocho localidades.
| Localidad            | Población (2020) |
| -------------------- | ---------------- |
| San Sebastián Ixcapa | 1386             |
| Camotinchán          | 1085             |
| Vista Hermosa        | 716              |

## Gobierno
| Presidente municipal             | Periodo   | Partido | Partido                              |
| -------------------------------- | --------- | ------- | ------------------------------------ |
| Gorgonio Cruz Ortega             | 1950-1952 |         | Partido Revolucionario Institucional |
| Julián López Ortega              | 1953-1956 |         | Partido Revolucionario Institucional |
| Antonio Castellanos              | 1957-1959 |         | Partido Revolucionario Institucional |
| Alfonso Serrano Valdéz           | 1960-1962 |         | Partido Revolucionario Institucional |
| Marcelo López Ortega             | 1963-1965 |         | Partido Revolucionario Institucional |
| Eliel Bornios Ávila              | 1966-1968 |         | Partido Revolucionario Institucional |
| Eliseo Guzmán García             | 1969-1971 |         | Partido Revolucionario Institucional |
| Crisóforo Serrano Mesa           | 1975-1977 |         | Partido Revolucionario Institucional |
| Viterbo Serrano Coronado         | 1978-1980 |         | Partido Revolucionario Institucional |
| Eliseo Guzmán García             | 1981-1983 |         | Partido Revolucionario Institucional |
| Gorgonio Cruz Ortega             | 1984-1986 |         | Partido Revolucionario Institucional |
| Lidoines Serrano Coronado        | 1987-1989 |         | Partido Revolucionario Institucional |
| Fermín Cruz Rojas                | 1990-1992 |         | Partido Revolucionario Institucional |
| Rufino Merino Hernández          | 1993-1995 |         | Partido Revolucionario Institucional |
| José Bornios Santiago            | 1996-1998 |         | Partido de la Revolución Democrática |
| Pedro Marco Rojas Jiménez        | 1999-2001 |         | Partido de la Revolución Democrática |
| José Bornios Santiago            | 2002-2004 |         | Partido de la Revolución Democrática |
| Ricardo Robles Gallegos          | 2005-2007 |         | Partido de la Revolución Democrática |
| Policarpio Caritino Cruz Delgado | 2008-2010 |         | Partido Revolucionario Institucional |
| Víctor Manuel Vázquez Rojas      | 2011-2013 |         | Partido Revolucionario Institucional |
| Ricardo Estévez Merino           | 2014-2016 |         | Partido Revolucionario Institucional |
| José Bornios Santiago            | 2017-2018 |         | Partido de la Revolución Democrática |
| Magaly Ramírez Guzmán            | 2019-2021 |         | Partido Revolucionario Institucional |
| Ricardo Estévez Merino           | 2022-2024 |         | Partido Revolucionario Institucional |